# Necydalis
Necydalis is een kevergeslacht uit de familie van de boktorren (Cerambycidae). De wetenschappelijke naam van het geslacht werd voor het eerst geldig gepubliceerd in 1758 door Linné.

## Soorten
Necydalis omvat de volgende soorten:
- Necydalis itoi Takakuwa, 1992
- Necydalis bicolor Pu, 1992
- Necydalis formosana Kano, 1933
- Necydalis maculipennis Pu, 1992
- Necydalis concolor Niisato & Ohbayashi N., 2004
- Necydalis harmandi Pic, 1902
- Necydalis indica Pic, 1912
- Necydalis indicola Gardner, 1941
- Necydalis kucerai Niisato, 2007
- Necydalis lateralis Pic, 1939
- Necydalis morio Kraatz, 1879
- Necydalis nepalense Niisato & Weigel, 2006
- Necydalis oblonga Niisato, 2008
- Necydalis odai Hayashi, 1951
- Necydalis pennata Lewis, 1879
- Necydalis sachalinensis Matsumura & Tamanuki, 1927
- Necydalis solida Bates, 1884
- Necydalis acutipennis Van Dyke, 1923
- Necydalis alpinicola Niisato & Ohbayashi N., 2003
- Necydalis annectans Holzschuh, 2009
- Necydalis araii Niisato, 1998
- Necydalis atricornis Niisato & Ohbayashi N., 2004
- Necydalis barbarae Rivers, 1890
- Necydalis cavipennis LeConte, 1873
- Necydalis choui Niisato, 2004
- Necydalis collaris Forster, 1771
- Necydalis diversicollis Schaeffer, 1932
- Necydalis esakii Miwa & Mitono, 1937
- Necydalis fujianensis Niisato & Pu, 1998
- Necydalis gigantea Kano, 1933
- Necydalis hirayamai Ohbayashi, 1948
- Necydalis ignotus Holzschuh, 2009
- Necydalis inermis Pu, 1992
- Necydalis insulicola Fisher, 1936
- Necydalis katsuraorum Niisato, 1998
- Necydalis kumei Takakuwa, 1997
- Necydalis laevicollis LeConte, 1869
- Necydalis major Linnaeus, 1758
- Necydalis malayanus Hayashi, 1979
- Necydalis marginipennis Gressitt, 1948
- Necydalis mellita (Say, 1835)
- Necydalis meridionalis Niisato, 2008
- Necydalis mizunumai Kusama, 1975
- Necydalis montipanus Niisato & Ohbayashi N., 2004
- Necydalis moriyai Kusama, 1970
- Necydalis nanshanensis Kusama, 1975
- Necydalis niisatoi Holzschuh, 2003
- Necydalis rudei Linsley & Chemsak, 1972
- Necydalis rufiabdominis Chen, 1991
- Necydalis sabatinellii Sama, 1994
- Necydalis sericella Ganglbauer, 1890
- Necydalis shinborii Takakuwa & Niisato, 1996
- Necydalis sirexoides Reitter, 1902
- Necydalis spissicus Holzschuh, 2009
- Necydalis strnadi Holzschuh, 1989
- Necydalis uenoi Niisato, 2004
- Necydalis ulmi (Chevrolat, 1838)
- Necydalis wakaharai Niisato & Ohbayashi N., 2004
- Necydalis yakushimensis Kusama, 1975
- Necydalis zangi Vitali, 2011